# Семья Патриарка
Семья Патриарка (англ. Patriarca family) — мафиозная организация, базирующаяся по всей Новой Англии, особенно в городах Провиденс, штат Род-Айленд и Бостоне, Массачусетс. Иногда семью Патриарка именуют «Офисом».

## Ранние годы
В Новой Англии до начала сухого закона возникли две отдельные мафиозные семьи в Бостоне и Провиденсе. Преступный клан Бостона был основан в 1910-х годах Гаспаре ДиКола, который руководил им до своего убийства 21 сентября 1916 года.. После убийства ДиКолы в 1916 году Гаспаре Мессина стал новым боссом семьи бостонской мафии..
Мафиозная семья Новой Англии, впоследствии названная семьёй Патриарка, была основана Гаспаре Мессина в 1916 году и он управлял ею вплоть до своего ухода в 1924 году. За Мессиной последовал Фил Букола. При Букола семья увеличила свою силу и богатство, во многом благодаря активному вовлечению в ростовщичество, азартные игры и бутлегерство. Букола являлся лидером семьи на протяжении тридцати лет вплоть до 1954 года, до тех пор как не «вышел на пенсию» и уехал на Сицилию. За ним последовал Рэймонд «Патрон» Патриарка.

## Эра Патриарки
Патриарка произвел радикальные перемены в семье, самой значительной из которых оказалось перемещение базы операций в Провиденс, штат Род-Айленд. Патриарка был строгим, жёстким, но справедливым лидером и успешно управлял семьёй на протяжении десятилетий. Он четко установил принцип того, что другие семьи не могут «работать» в Новой Англии. Также он умело держал семью подальше от внимания полиции и вследствие этого правоохранительные органы не сильно ему досаждали. Семья решилась участвовать в таких новых сферах рэкета как порнография и наркотики, несмотря на то, что будущий информатор Винни Тереза настаивал, чтобы Патриарка запретил семье торговать наркотиками.
Будучи боссом, Патриарка завязал тесные отношения с нью-йоркскими семьями, которые контролировали организованную преступность в Провиденс, пока туда не переехал Патриарка. Многолетний заместитель босса Энрико «Генри» Тамелео даже являлся членом семьи Бонанно. Работал он и с Дженовезе. Патриарка и Дженовезе установили границы влияния семей по реке Коннектикут. Помимо крепких связей с нью-йоркскими семьями, Патриарка состоял в общенациональной Комиссии мафии и имел долю в двух лас-вегасских казино.
Другим заместителем Патриарки был Дженнаро «Джерри» Анжиуло. Анжиуло занимался «числами» (азартная игра) в Бостоне, но у него часто вымогали деньги другие гангстеры, так как он не был официальным членом мафии. Анжиуло разрешил эту проблему, заплатив Патриарке 50 000 долларов и согласившись платить ещё 100 000 долларов ежегодно, чтобы его сделали членом семьи. Анжиуло действовал в Бостоне и захватил полный контроль над местными азартными играми. Однако, офис Анжиуло на 98 Принц стрит прослушивался ФБР, факт, убедивший Винсента Терезу дать показания против мафии. Анжиуло хотел убить либо покалечить жену и дочь Терезы, что, при том что Тереза не являлся членом мафии, было серьёзным нарушением кодекса поведения мафии. Вместо этого, номер два Анжиуло, Иларио «Ларри» Заннино, просто обокрал Терезу на несколько миллионов, нисколько не помогая семье Терезы. Из-за этих двух случаев Винсент Тереза решил свидетельствовать против них и многих других, и со временем, даже написал книгу о своей жизни в мафии.

## Встреча в Апалачине и её последствия
В 1957 году, более 60 наиболее могущественных криминальных лидеров страны встретились в Апалачине, маленьком городке в северной части штата Нью-Йорк. Встречу посетили такие серьёзные гангстеры как Джо Бонанно, Карло Гамбино и Вито Дженовезе. Присутствовал также и Рэймонд Патриарка, который был арестован вместе с другими присутствовавшими. Встреча в Апалачине привлекла много внимания к Патриарке со стороны прессы, общества и правоохранительных органов.
Ситуация для семьи Патриарка усугубилась в 1961 году, когда Роберт Кеннеди стал генеральным прокурором США и вплотную занялся борьбой с организованной преступностью. Правоохранительные органы пытались завербовать информаторов внутри семьи и наконец преуспели, когда в 1966 году Джо Барбоза, наемный убийца семьи, который заявлял, что самолично убил 26 человек, был арестован за незаконное ношение огнестрельного оружия. Барбоза всерьёз забеспокоился, когда Патриарка не внёс за него залог, а двое его друзей, пытавшихся это сделать, были убиты. Вскоре Барбоза стал информатором, и в 1967 году Патриарку и Энрико Тамелео обвинили в убийстве букмекера из Провиденс, Вили Марфео. Патриарку осудили и он начал отбывать свой срок в 1969 году. Пока Патриарка находился в заключении Анжиуло являлся действующим боссом. Когда в 1974 году Патриарку выпустили, он вновь вернул себе контроль над семьёй.
Власти продолжали досаждать Патриарке до конца его жизни и его судили по множеству обвинений вплоть до самой смерти в 1984 году: в 1978, Винни Тереза свидетельствовал, что Патриарка участвовал в покушении ЦРУ 1960 года на Фиделя Кастро, которое так и не воплотили в жизнь. В 1983, Патриарку обвинили в убийстве Рэймонда Курчио, а в 1984 он был арестован за убийство Роберта Кандоса, которого Патриарку заподозрил в доносе. Рэймонд Патриарка умер 11 июля 1984 года, в возрасте 76 лет, от сердечного приступа.

## Закат
После смерти Патриарки, мафия Новой Англии начала переживать длительный период упадка, воплощённый в преследовании со стороны властей и внутренних раздорах. После смерти Патриарки, Анжиуло попытался завладеть местом босса, несмотря на своё тюремное заключение. Однако, Ларри Заннино, самый сильный капо семьи, поддержал кандидатуру Рэймонда Патриарки Младшего на пост босса. Комиссия одобрила заявку Патриарки Младшего на лидерство. Заннино стал советником, но в 1987 году его приговорили к 30 годам заключения. Дженнаро Анжиуло приговорили к 45 годам тюрьмы по обвинениям в рэкете. Другие старые члены мафии, такие как Генри Тамелео и Франческо Интисо умерли, а Вильям Грассо позднее стал заместителем босса, из-за неопытности молодого Патриарки. Следователи считали, что Грассо является фактическим боссом семьи, но слухи разом прекратились, когда в июне 1989 Грассо нашли мертвым. Контроль над операциями захватил Николас Бианко.
26 марта 1990 года, Рэймонд Патриарка Младший и ещё 20 остальных членов семьи и её сторонников, включая заместителя босса Бьянко, советника Джозефа Руссо и капо Бьяджио Диджакома, Винсента Феррара, Мэтью Гульменти, Джозефа А. Тиберия Старшего, Дениса Лепоре и Роберта Кароца, были осуждены по многочисленным обвинениям в рэкете, вымогательствах, распространении наркотиков, азартных играх и убийствах. Аресты назвали «самой смертоносной атакой, когда либо произведенной на какую-либо из семей». Одной из самых опасных улик оказалось аудио плёнка, на которой было записано церемония принятия в члены мафии. Вследствие данного промаха, Патриарка был заменен в качестве босса Бьянко, который держался намного тише.
Однако, в 1991 году, Бианко был приговорен к 11 годам тюрьмы, в то время как восемь других членов семьи были обвинены по закону РИКО. Бианко умер в тюрьме в 1994 году. В 1992 году Патриарку приговорили к 8 годам тюрьмы, после того как он признал свою вину в рэкете. 6 января 1992 года, все обвиняемые по закону РИКО признали свою вину и получили длительные приговоры и большие штрафы. В 1993 году, 26 других членов организации получили обвинения и были осуждены за незаконное букмекерство. Большинство правовых проблем были связаны с сотрудничеством Уайти Булгера, противника семьи и лидера бостонской банды Зимнего Холма, и агентом ФБР Джоном Конноли, который помогал Булгеру беспрепятственно вести криминальную деятельность в обмен на информацию.

## Раздор внутри
После череды судебных процессов лидерство в семье захватил Фрэнк Салемме и семья переехала обратно в Бостон. Однако продвижение Салемме к позиции босса вызвало напряжение между группировками. В период с 1991 по 1992 год внутри семьи произошло около шести убийств. Война между Салемме и группировкой бунтарей продолжалась несколько лет. В 1995 году Салемме был осужден по обвинениям в рэкете, и его младший брат Джек стал действующим боссом.
В 1997 году ФБР осудило 15 членов группировки бунтарей, включая Энтони Чиампи, Майкла Романо, Майкла Мариино, Энрико Понцо, Назарро Скарпа, Шона Коте, Марка Списака и Энтони Алана Диаса, Юджина Рида, Джона Арчиеро, Пола ДеКолоджеро, Кристофера Пуополо и Лео Боффоли, равно как и лидера группировки Роберта Кароца — единственного члена мафии в группировке.

## Сегодняшнее положение
Боссом семьи Патриарки предположительно является Луиджи «Малыш Шэнкс» Манокио. Заместителем босса является Кармен Динунцио, арестованный 2 декабря 2006 года и позднее отпущенный. Мафия Новой Англии насчитывает около 45 активных членов и множество сторонников. Семья Патриарка остается одной из самых крупных и влиятельных за пределами Нью-Йорка.
Сегодня основная активность семьи приходится на местные социальные клубы и заведения, которыми владеют члены и сторонники семьи в районе Федерал Хилл, города Провиденс, штата Род-Айленд и различных районах Бостона. Большинство оставшихся членов затаились, но очевидно, что семья пытается перестроиться после длительного периода упадка.